# 都柏林
都柏林市（英語：Dublin，i/ˈdʌblɪn/，發音：[ˈbˠalʲə aːhə ˈclʲiə] 或 [ˌbʲlʲaː ˈclʲiə]）是愛爾蘭共和國首都都柏林郡郡治以及最大的城市，靠近愛爾蘭島東岸的中心點，位處都柏林郡的利菲河河口、都柏林地區的中心。都柏林自中世紀以來一直是愛爾蘭首都城市，也是愛爾蘭島上最大的城市。由於很多高技術企業聚集，亦有歐洲的硅谷之稱。
Dublin這個字起源於愛爾蘭語的Dubh Linn（意為「黑色池塘」）。都柏林的現代愛爾蘭名Baile Átha Cliath（Baile意为「城镇」，Átha Cliath意為「设屏障的渡口」）則是指在黑色池塘旁邊的定居地。
最早關於都柏林的文獻是托勒密的手稿，大約寫於140年，他稱之為埃布拉納（Eblana）。
都柏林在官方城市邊界內的人口是大約495,000人（愛爾蘭中央統計處2002年人口調查），然而這種統計已經沒有什麼太大的意義，因為都柏林的市郊地區和衛星城鎮已經大幅地發展與擴張。都柏林市和都柏林郡的人口加起來已經超過了1,100,000人（愛爾蘭中央統計處2002年人口調查）。雖然對於「大都柏林都會區」的定義沒有一個確切的共識，但是普遍而言大家可以接受這個地區包括了都柏林市和郡，以及部份的威克婁郡、基爾代爾郡和米斯郡，因為通勤帶可以延伸到很遠的地方。

## 名稱
「Dublin」一名是Dubh Linn（愛爾蘭語，意為「黑色的水池」）的英國習語。當然也有人質疑這語源。历史上，根据愛爾蘭語的旧式拼法, 'bh'应该写作在字母 b上加一点，因此成为 Dub Linn 或 Dublinn。
同时，该城市的名字在现代爱尔兰语中——Baile Átha Cliath（意思是Reed Hurdles拥有的城市）——事实上是指殖民地。于988年由Mael Sechnaill二世建立，而该地区紧挨着位于黑色池塘的都柏林城镇。
一些说法称都柏林的名字“Dublin”起源于斯堪的纳维亚（北欧）语。类似冰岛语中的「djúp lind」（意为深的池塘）。然而，都柏林的名字「Dubh Linn」提前预示了北欧海盗的到来。古斯堪的纳维亚语的名字最终被简化成了现在的拼写方法。
巧的是，都柏林正是与英国的黑池隔爱尔兰海相望。

## 歷史

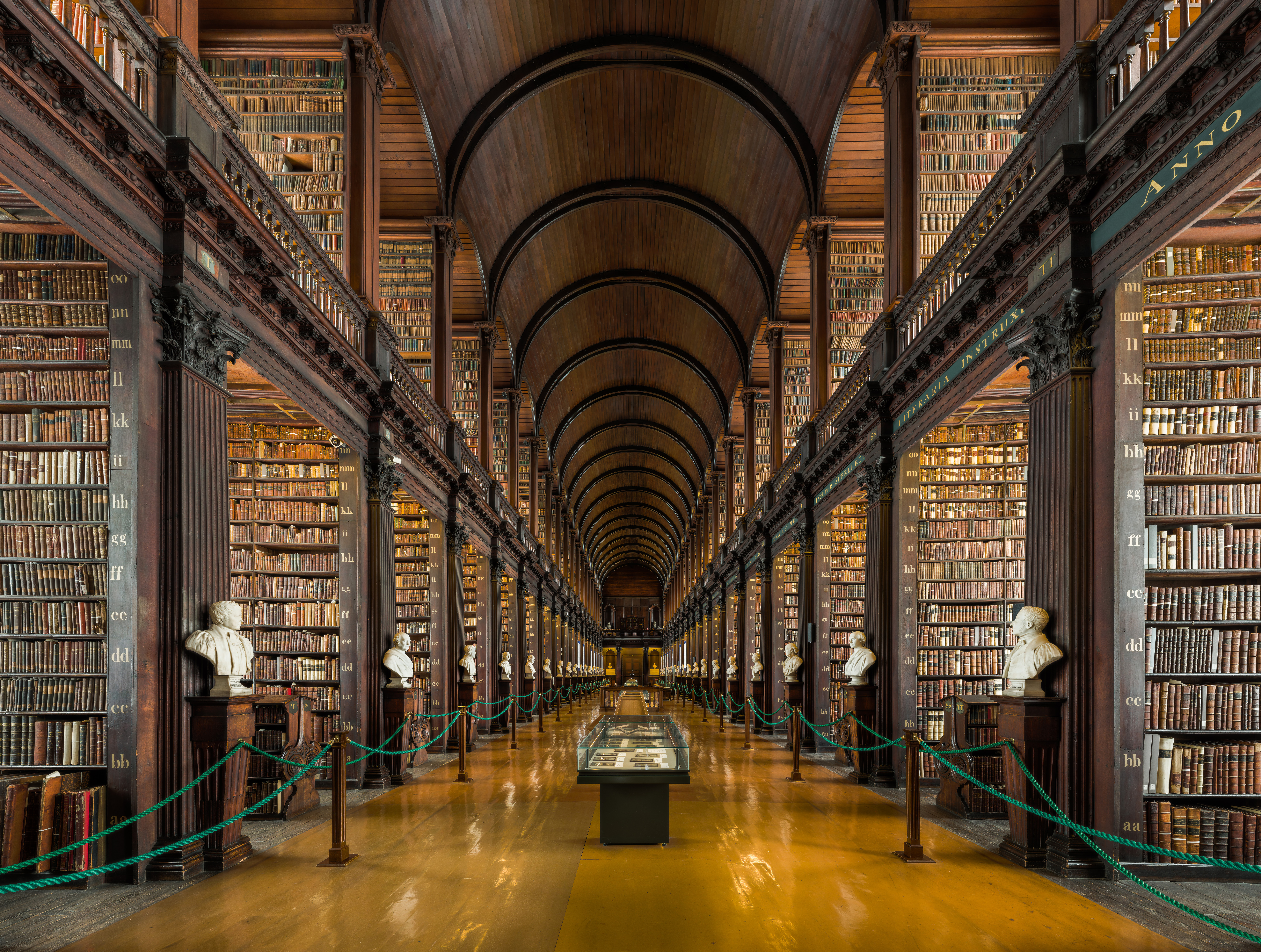
成立於1592年的都柏林三一學院

歷史上最早記載都柏林的是公元140年，希臘天文學家和地圖學家托勒密，當時他稱都柏林為愛布拉納。Dubh Linn最早的居民可以追溯到公元前一世紀；Baile Átha Cliath或者簡稱為Áth Cliath在998年左右建立。這兩個城镇最終融合成一個城鎮。現在的城市仍然保留了前半部分的英語化的愛爾蘭名字和後半部分的純愛爾蘭名字。在諾曼第人入侵愛爾蘭之後，都柏林便取代了塔拉丘成為愛爾蘭的首都。從公元14世紀一直到16世紀末期，都柏林和其附近地區——被稱為帕萊地區——是英國人在愛爾蘭唯一控制的地區。
從17世紀開始，城市在寬闊街道事務委員會的幫助下開始迅速擴張。乔治亚都柏林曾一度是大英帝國僅次於倫敦的第二大城市。很多都柏林的優秀建築都是在這一時期建立的。1916年的復活節起義使城市處於不穩定的情況，英愛戰爭和愛爾蘭內戰則給城市造成了很大損失，很多精美的建築都被摧毀。愛爾蘭自由邦重建了城市的許多建築，並把議會搬到了倫斯特府，但是没有重新組閣。二戰之後，都柏林仍舊是一個過時的首都，現代化發展十分緩慢，直到20世紀60年代才開始有起色。但在70年代，都柏林也發生了多次炸彈襲擊，令人恐慌。最近幾年，都柏林的城市基礎設施有了很大改觀，國有和私人的房地產業，運輸業和商業都蓬勃發展。一些著名的都柏林街道建築仍以倒閉前在此經營的酒吧和商業公司命名。

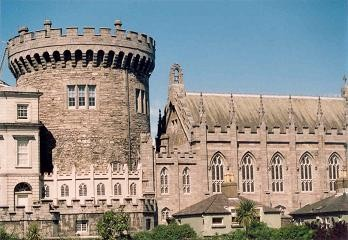
直至1922年，都柏林城堡，一直是英國統治愛爾蘭的中心。

自從12世紀英國人在這裡统治，都柏林就作為愛爾蘭島的首都。
- 愛爾蘭領地（1171年–1541年）
- 愛爾蘭王國（1541年–1800年）
- 大不列顛及愛爾蘭聯合王國（1801年–1922年）
- 愛爾蘭共和國（1919年–1922年）

1922年，隨著愛爾蘭的分裂，都柏林成為愛爾蘭自由邦（1922年–1937年）的首都。現在則為愛爾蘭共和國的首都。

## 政府

### 市政府

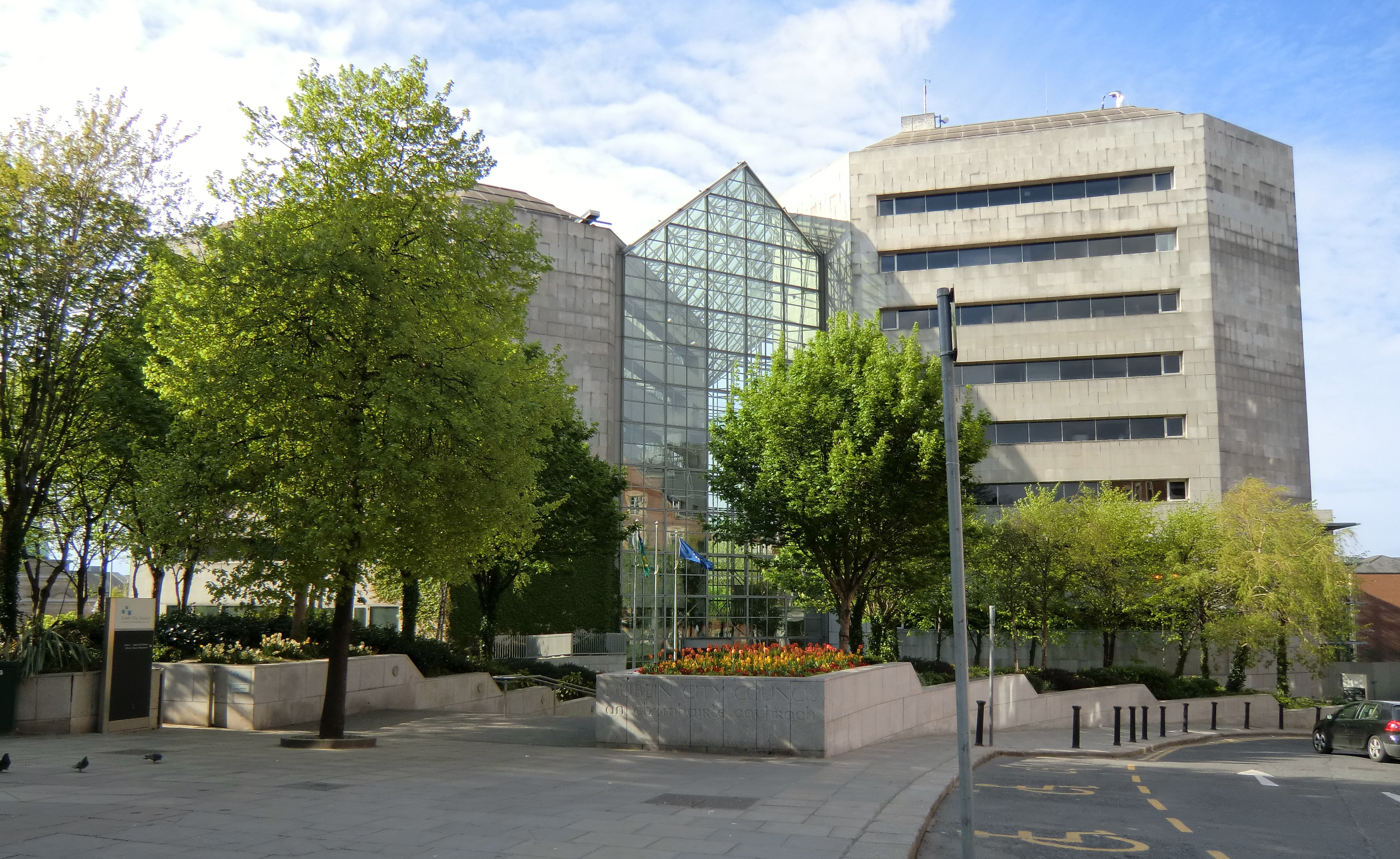
都柏林市議會市政辦事處。

都柏林由都柏林市长统领下的都柏林市议会管理，市长选举每年进行。市长居住在市长官邸，这里在1715年第一次成为都柏林市长的官邸。都柏林市议会坐落在两座主要建筑内，议会总部在都柏林市政厅，这里在1850年代是“伦敦交易所”。许多政府的行政管理人员在“Civic Office”工作，这里因为建设在世界上保存最好的维京建筑群而备受争议。政府选择利用这个历史建筑的行为成为现代爱尔兰历史上最受争议的决定之一，包括中世纪历史学家F.X. Martin和参议员瑪麗·羅賓遜（之后成为爱尔兰总统）都加入了由数千人组成的反对破坏历史遗迹的游行队伍。在古建筑群中建设的办公室由于难看而被人们称为"碉堡"，这被看作是爱尔兰独立之后对遗迹最具破坏性的行为之一，以至于都柏林市议会也为自己当时的决定感到羞愧。最初规划将建四座"碉堡"，但只有两座完工。参议会在市政厅举行，这里是都柏林最精美的建筑之一，坐落在聖母街。它是根据Thomas Cooley的设计建造的，他的设计在设计招标中获得了第一名。在招标中，James Gandon获得了第二名，他的设计也受到了很多人的欢迎。Gandon来自英格兰，他的另两个作品四法院和海关大楼都是都柏林最为精美的经典建筑。

### 都柏林地区
都柏林地区由都柏林市和之前被成为都柏林郡的地区组成，覆盖面积922平方千米，人口超过一百万。1994年，都柏林郡（不包括都柏林市）被重新分为三个部分，每一个区域有有郡一级的权利和自己的行政部门，他们分别是：
鄧萊里-拉斯當郡
芬戈郡
南都柏林郡

### 國家政府

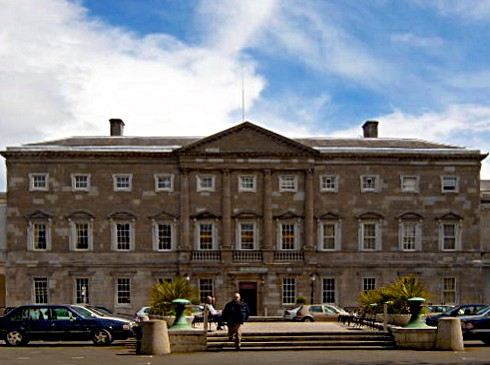
基爾代爾街的伦斯特府設有國會。

爱尔兰共和国的国家议会由爱尔兰总统和两个议院组成，两个议院分别是众议院和参议院。总统和参议两院都在都柏林。爱尔兰总统府也是前爱尔兰自由邦统令将军的官邸位于城市最大的公园凤凰公园内。美国大使官邸也在该公园内。参议两院的会议都在伦斯特府举行，这里曾经是城市南部公爵的宫殿。这座建筑在1922年12月6日，也就是爱尔兰自由邦建立的那一天起，被用做爱尔兰议会。
爱尔兰政府坐落与爱尔兰政府大楼内，政府大楼由阿斯顿·韦伯爵士设计，他也是具有爱德华七世时代风格的白金汉宫大楼正面的设计者。最初，大楼被设计作为爱尔兰皇家理学院之用，其中最后一座主要建筑是由英国在爱尔兰统治时期所建。1921年南爱尔兰下议院在这里举行了会议。由于政府大楼与伦斯特府临近，因此，爱尔兰自由邦一些政府部门也把这里用做临时办公地。但后来，这座大楼和伦斯特府(最初是议会临时所在地)都分别成为政府和议会的永久所在地。直到1990年，爱尔兰政府还与都柏林大学学院的工程系共用这做大楼，当时都柏林大学学院工程系占据了大楼的中部。后来，随着大学工程系搬到位于Belfield的新校区，爱尔兰政府才完全占有了大楼，并为了方便政府的日常工作进行了一些改造。

## 地理

### 地理概况

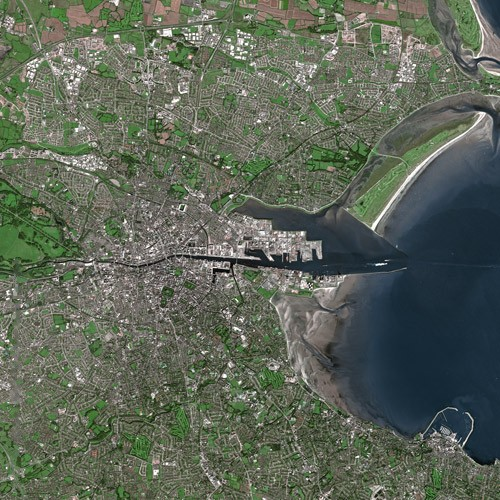
利菲河注入爱尔兰海的卫星图片

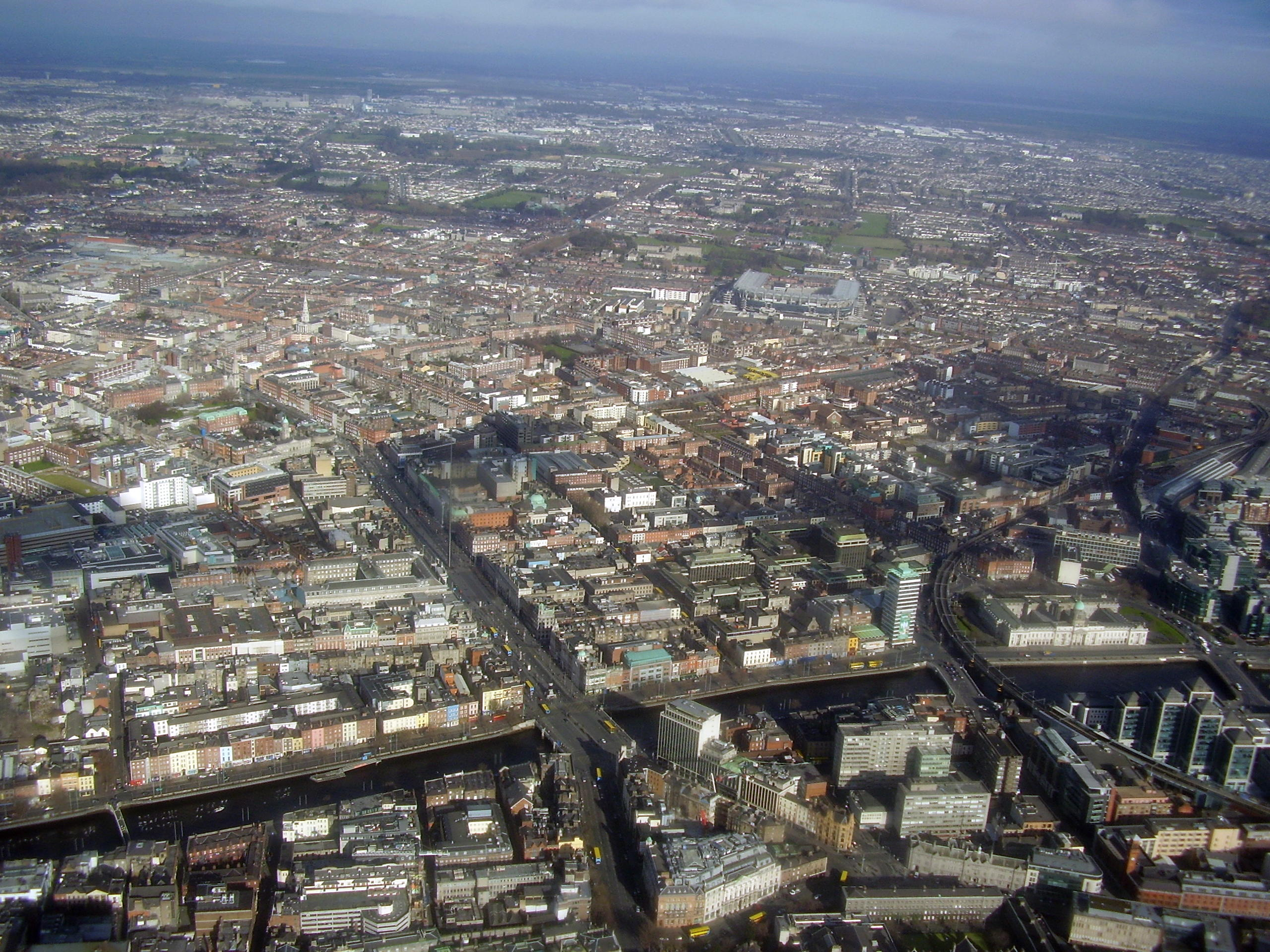
从空中俯瞰都柏林北部

都柏林位于利菲河的河口，拥有超过115平方公里的陆地面积。它南边被小山环绕，而西边和北边则分布着种植农作物的平原。利菲河作为该地传统的南北分割线一直存在着:北部一般广泛分布着工人阶层，而南部则被认为是中上阶层的聚集地。

### 气候
为温带海洋性气候，特征为温和的冬天、凉爽的夏天、没有极端的氣溫。因位於西風帶的背風一側，都柏林并没有高降雨量，相反爱尔兰西部位於西風帶的迎風一側而有其國首都的两倍的年雨量。一月份的平均最高气温是7.6摄氏度（华氏45.68度），七月份的平均最高气温为18.9摄氏度（华氏66.02度）。平均来说五、六月份是阳光最灿烂的月份，每天有着16小时的阳光；平均来说最多雨的是十一月份。最干燥的月份是二月和七月，降雨量只有50毫米（1.9英寸）。总计平均年降雨量（以及其他形式的降水）是733毫米（28.8英寸）。
因为海洋的調節，这个城市的温度一点也不极端。氣溫最低记录是零下12摄氏度（华氏10.4度）。另一极端中，30摄氏度（华氏86度）是氣溫的最高记录。就算在十一月到三月期间会有一些少量的降雪，冬天里主要的降水还是下雨。十二月、一月、二月，和北半球的大部分非熱帶地區一樣，都是典型的最寒冷的月份。最近的某些年份的氣溫上升超过平均数（例如，在2006年六月录得的27摄氏度/华氏81度，比当月的歷史平均温度高出了10摄氏度），特别在2003年的欧洲热浪期间。
| 都柏林梅林廣場, (1981–2010 平均值); 所有都柏林測站的極端 | 都柏林梅林廣場, (1981–2010 平均值); 所有都柏林測站的極端 | 都柏林梅林廣場, (1981–2010 平均值); 所有都柏林測站的極端 | 都柏林梅林廣場, (1981–2010 平均值); 所有都柏林測站的極端 | 都柏林梅林廣場, (1981–2010 平均值); 所有都柏林測站的極端 | 都柏林梅林廣場, (1981–2010 平均值); 所有都柏林測站的極端 | 都柏林梅林廣場, (1981–2010 平均值); 所有都柏林測站的極端 | 都柏林梅林廣場, (1981–2010 平均值); 所有都柏林測站的極端 | 都柏林梅林廣場, (1981–2010 平均值); 所有都柏林測站的極端 | 都柏林梅林廣場, (1981–2010 平均值); 所有都柏林測站的極端 | 都柏林梅林廣場, (1981–2010 平均值); 所有都柏林測站的極端 | 都柏林梅林廣場, (1981–2010 平均值); 所有都柏林測站的極端 | 都柏林梅林廣場, (1981–2010 平均值); 所有都柏林測站的極端 | 都柏林梅林廣場, (1981–2010 平均值); 所有都柏林測站的極端 |
| 月份                                                     | 1月                                                      | 2月                                                      | 3月                                                      | 4月                                                      | 5月                                                      | 6月                                                      | 7月                                                      | 8月                                                      | 9月                                                      | 10月                                                     | 11月                                                     | 12月                                                     | 全年                                                     |
| -------------------------------------------------------- | -------------------------------------------------------- | -------------------------------------------------------- | -------------------------------------------------------- | -------------------------------------------------------- | -------------------------------------------------------- | -------------------------------------------------------- | -------------------------------------------------------- | -------------------------------------------------------- | -------------------------------------------------------- | -------------------------------------------------------- | -------------------------------------------------------- | -------------------------------------------------------- | -------------------------------------------------------- |
| 历史最高温 °C（°F）                                      | 18.5 (65.3)                                              | 18.1 (64.6)                                              | 23.6 (74.5)                                              | 22.7 (72.9)                                              | 26.8 (80.2)                                              | 28.7 (83.7)                                              | 31.0 (87.8)                                              | 31.0 (87.8)                                              | 27.6 (81.7)                                              | 24.2 (75.6)                                              | 20.0 (68.0)                                              | 18.1 (64.6)                                              | 31.0 (87.8)                                              |
| 平均高温 °C（°F）                                        | 8.8 (47.8)                                               | 8.9 (48.0)                                               | 10.7 (51.3)                                              | 12.4 (54.3)                                              | 15.2 (59.4)                                              | 18.0 (64.4)                                              | 20.2 (68.4)                                              | 19.6 (67.3)                                              | 17.3 (63.1)                                              | 14.0 (57.2)                                              | 11.0 (51.8)                                              | 9.3 (48.7)                                               | 13.8 (56.8)                                              |
| 平均低温 °C（°F）                                        | 3.9 (39.0)                                               | 3.9 (39.0)                                               | 5.2 (41.4)                                               | 6.4 (43.5)                                               | 9.0 (48.2)                                               | 11.6 (52.9)                                              | 13.5 (56.3)                                              | 13.3 (55.9)                                              | 11.4 (52.5)                                              | 8.8 (47.8)                                               | 6.2 (43.2)                                               | 4.5 (40.1)                                               | 8.2 (46.8)                                               |
| 历史最低温 °C（°F）                                      | −15.6 (3.9)                                              | −13.4 (7.9)                                              | −9.8 (14.4)                                              | −7.2 (19.0)                                              | −5.6 (21.9)                                              | −0.7 (30.7)                                              | 1.8 (35.2)                                               | 0.6 (33.1)                                               | −1.7 (28.9)                                              | −5.6 (21.9)                                              | −9.3 (15.3)                                              | −15.7 (3.7)                                              | −15.7 (3.7)                                              |
| 平均降雨量 mm（）                                        | 62.6 (2.46)                                              | 46.1 (1.81)                                              | 51.8 (2.04)                                              | 50.2 (1.98)                                              | 57.9 (2.28)                                              | 59.2 (2.33)                                              | 50.5 (1.99)                                              | 65.3 (2.57)                                              | 56.7 (2.23)                                              | 76.0 (2.99)                                              | 69.4 (2.73)                                              | 68.7 (2.70)                                              | 714.6 (28.13)                                            |
| 平均降水天数（≥ 1 mm）                                   | 12                                                       | 10                                                       | 11                                                       | 11                                                       | 11                                                       | 9                                                        | 10                                                       | 10                                                       | 9                                                        | 12                                                       | 11                                                       | 12                                                       | 128                                                      |
| 月均日照時數                                             | 58.9                                                     | 75.3                                                     | 108.9                                                    | 160.0                                                    | 194.5                                                    | 179.2                                                    | 164.3                                                    | 156.8                                                    | 128.8                                                    | 103.3                                                    | 70.6                                                     | 52.6                                                     | 1,453.2                                                  |
| 来源1：愛爾蘭氣象局（Met Éireann）                       |                                                          |                                                          |                                                          |                                                          |                                                          |                                                          |                                                          |                                                          |                                                          |                                                          |                                                          |                                                          |                                                          |
| 来源2：歐洲氣候評估及數據集,                             |                                                          |                                                          |                                                          |                                                          |                                                          |                                                          |                                                          |                                                          |                                                          |                                                          |                                                          |                                                          |                                                          |

## 地方景點

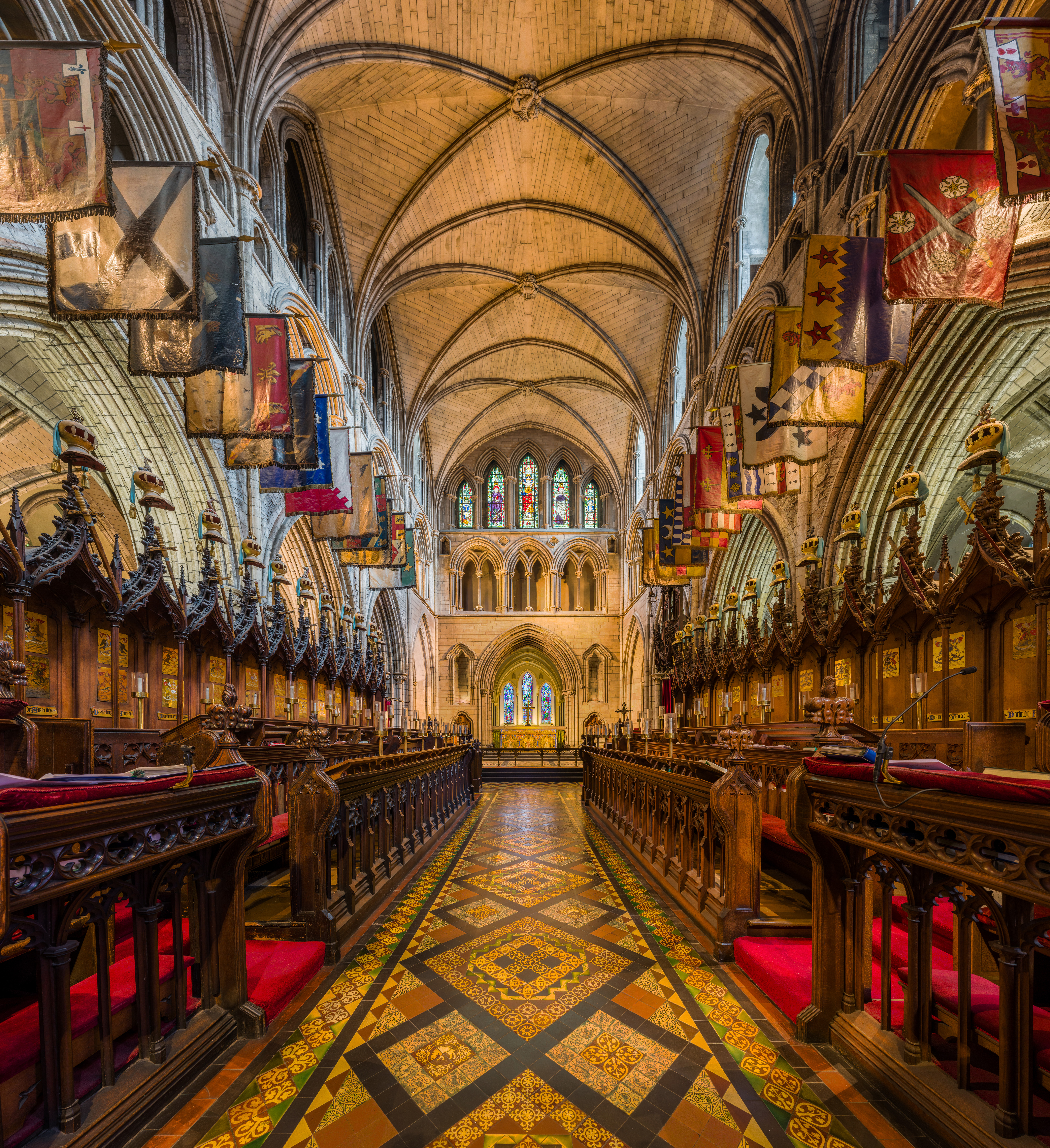
聖派屈克大教堂

### 地標
以利菲河為界分為利菲河北岸(River Liffey North)與利菲河南岸(River Liffey South)，南岸有許多著名的建築如愛爾蘭銀行大樓、三一學院、聖派屈克大教堂、都柏林城堡、聖斯蒂芬綠地及都柏林的酒吧區。北岸的艾比劇院，是復興愛爾蘭現代文學重要的根據地。

### 公園

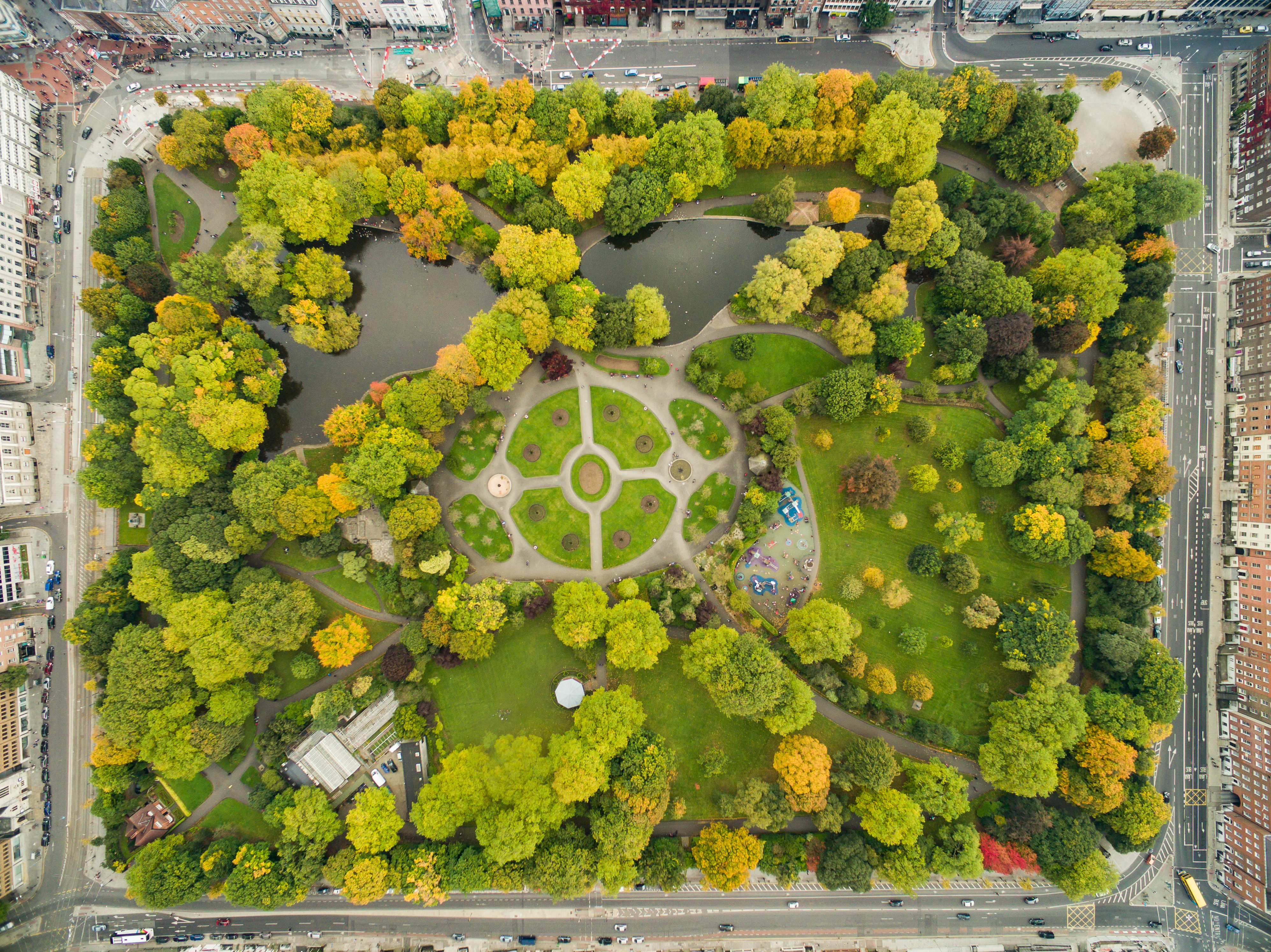
圣斯蒂芬绿地

都柏林擁有為數眾多的綠地，每平方公里比起任何歐洲國家首都還要高，城市裡97％的居民住宅距離最近的公園少於300米。市議會提供2.96公頃，（7.3畝）的公共綠地，平均每1,000人，255個比賽場。理事會還種植約5,000棵樹木，每年管理著超過1,500公頃（3,700英畝）的公園。

## 经济
都柏林是20世纪末和21世纪初爱尔兰经济增长奇迹的中心点，这一时期爱尔兰经济经常保持两位数的增长，被称为凯尔特之虎的年代。该市的生活水准已经有了戏剧性的增长，同时生活费用也已经暴涨。2008年，都柏林名列世界最富裕城市的第5位。根据一份资料，都柏林现在名列全球最昂贵城市的第16名（在欧洲名列第8，不包括俄罗斯城市）。它还被列为世界上生活开支第3高的城市。不过，它也是全世界工资水平第2高的城市，超过纽约市和伦敦，仅次于苏黎世。

## 交通

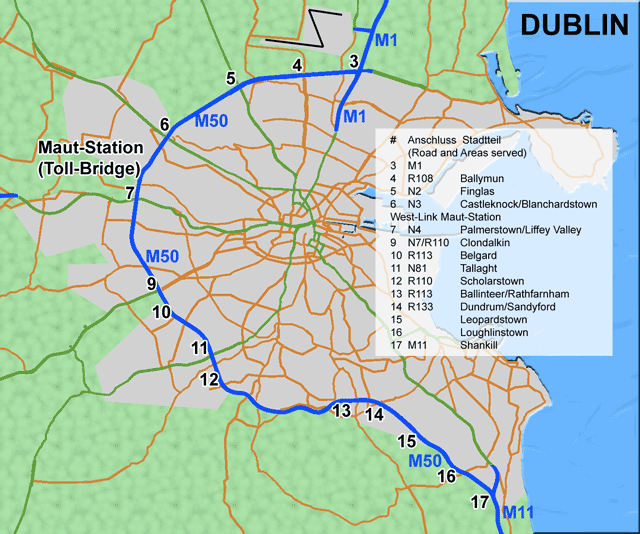
都柏林周圍的M50高速公路高速公路。

都柏林属于爱尔兰的交通系统的中心点。都柏林港是全国最重要的海港。都柏林机场是该共和国最重要的飞机场，大多数的乘客都途经此机场，因为它有定期航行服务到爱尔兰、欧洲、北美洲、中东以及非洲的其他机场。休斯顿车站和康诺利车站是主要的城市火车站，休斯顿车站连接着该国的南部和北部，而康诺利车站则服务着斯莱戈，贝尔法斯特等路线。
都柏林轻轨有两条线路，主要服务都柏林南部城区，另有都柏林地铁的规划。

### 公路网
都柏林亦是全国的公路网中一个重要的枢纽。爱尔兰最繁忙的道路—M50高速公路是一条贯通市中心的南、西、北各方的半环状通道，连接着从首都到各地区的国家级重要的基础路线。

## 文化

### 文学、戏剧与艺术

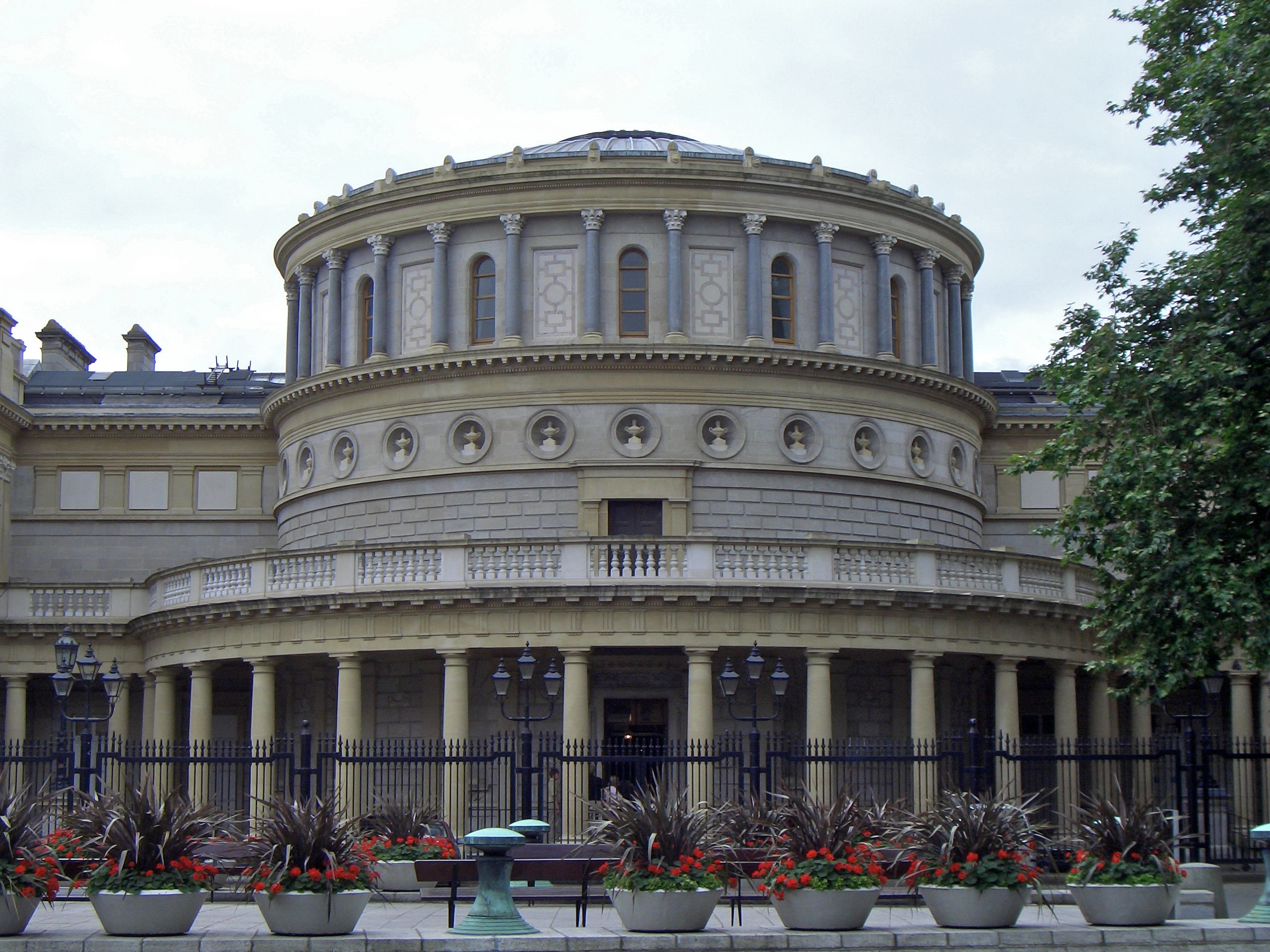
愛爾蘭國家博物館

都柏林拥有世界闻名的文学历史，曾经产生过许多杰出的文学家，例如诺贝尔文学奖得主威廉·巴特勒·叶芝、蕭伯納和塞繆爾·貝克特。来自该市的其他有影响的作家和剧作家包括奥斯卡·王爾德、乔纳森·斯威夫特和《德拉库拉》的作者布拉姆·斯托克。不过，可以认为，最著名的还是詹姆斯·喬伊斯的作品。《都柏林人》是詹姆斯·喬伊斯所寫的一部短篇小說集，內容是關於20世紀早期该市居民的性格和城中發生的事件。他最著名的作品《尤利西斯》，地點也設定在都柏林，其中充满了对该市细节的描绘。来自该市的著名作家还有约翰·沁孤、肖恩·奥凯西、布兰登·贝汉、梅芙·宾奇和罗迪·道伊尔。爱尔兰最大的图书馆和文学博物馆都位于都柏林，包括愛爾蘭國家印刷博物館和爱尔兰国家图书馆。
愛爾蘭國家印刷博物館，愛爾蘭現代藝術博物館，愛爾蘭國家畫廊，大型地方畫廊，切斯特·比替圖書館都位於都柏林。
在眾多畫廊之間，大多數都位於城市中心地帶。
愛爾蘭國家博物館的四个分馆中有三個分館都位於都柏林：考古学分馆在基尔代尔街，装饰艺术和历史分馆在柯林斯军营，而自然史分馆在梅林街。

### 夜生活和娱乐

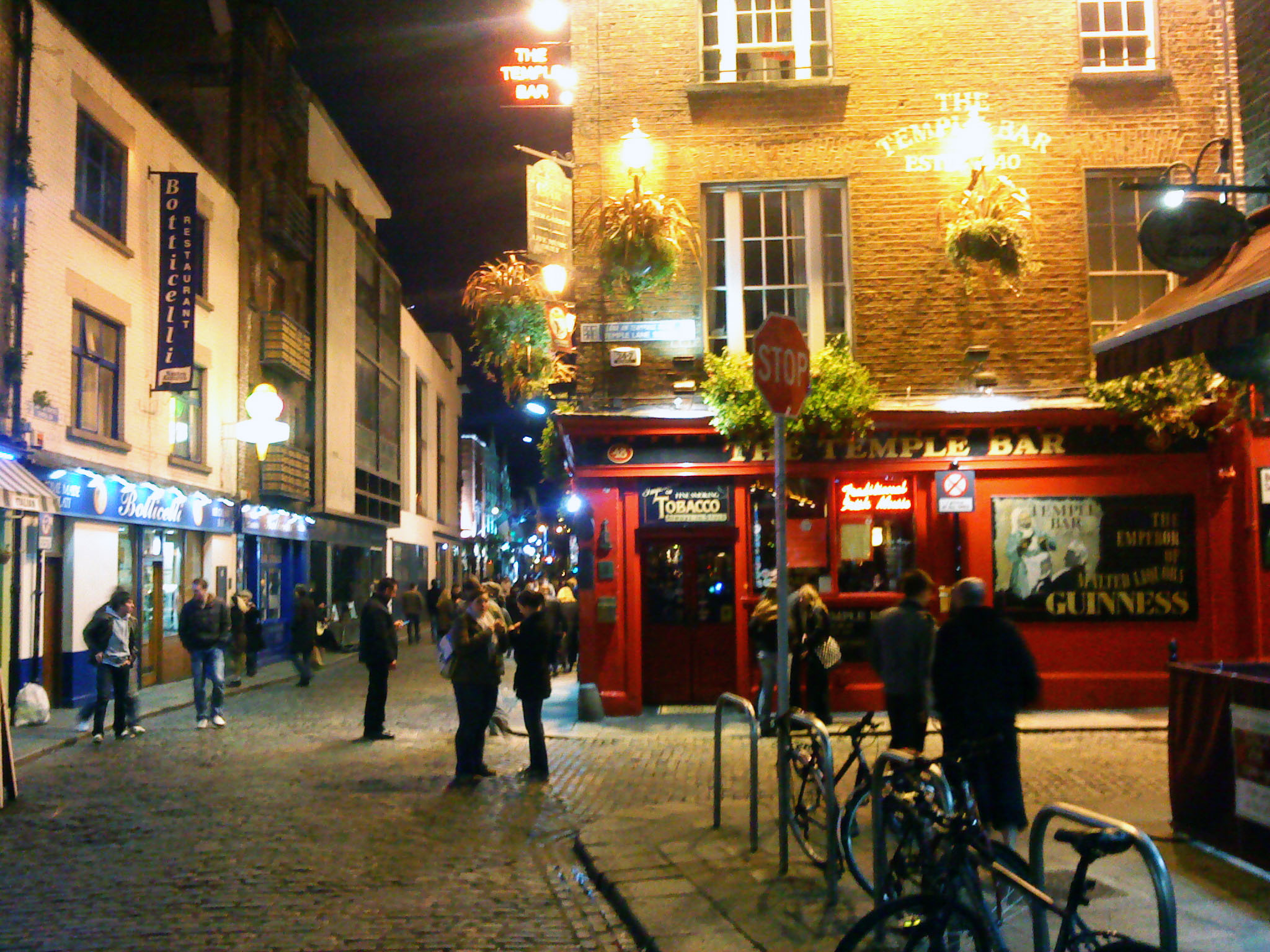
坦普爾酒吧是该市夜生活和娱乐的中心

都柏林拥有活跃的夜生活，它据认为是欧洲最年轻的城市之一—估计50%的居民年齡不到25歲。此外在2007年，它还被选为欧洲最友善的城市。和其他爱尔兰城市一样，该市的整个市中心充满了酒馆。在圣斯蒂芬绿地周围的地区，尤其是夏悫街，卡姆登街，韦克斯福德街和李森街- 是都柏林一些最受欢迎的夜总会和酒吧的中心。
利菲河以南的坦普爾酒吧區是国际知名的夜生活区域，这里已经成为观光的热点地区，經常有旅客從英國在週末到這裡來举行“母鸡派对”和“公鹿派对”。

### 體育

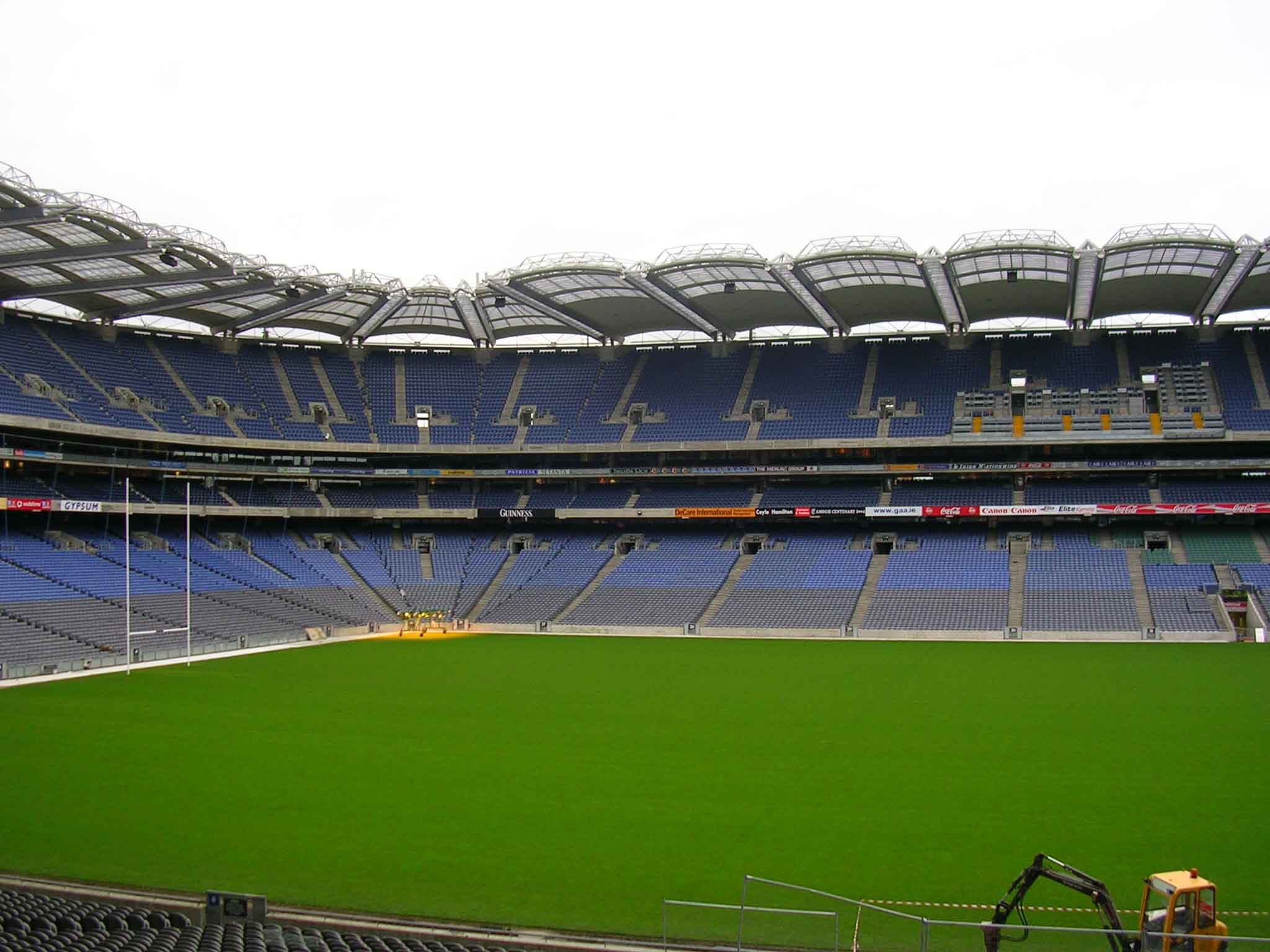
克罗克公园

幾乎愛爾蘭所有的運動組織的總部都設在都柏林。在都柏林和愛爾蘭最流行的運動項目是：蓋爾式足球、英式足球、英式橄欖球和愛爾蘭式曲棍球。
都柏林擁有歐洲第4大體育場克罗克公园，一個可容納82,500人的露天體育場，是蓋爾運動協會的基地。傳統上在夏天舉辦蓋爾式足球和愛爾蘭式曲棍球比賽，在特定的年份，還舉行國際規則足球賽。這裡還舉辦音樂會，近年來U2、西城男孩和罗比·威廉姆斯曾在此表演。

### D4郵區
D4郵區是都柏林的金融及使館區, 為該市的富人區。當中D4郵區包括鲍尔斯布里奇、都柏林港區、艾里什敦及唐尼布鲁克等地。

### 美食
有愛爾蘭燉肉，野鮭魚，濃烈黑啤酒，威士忌酒。

### 媒体
愛爾蘭電視電台為愛爾蘭的公共廣播機構，其總部設於都柏林。Fair City為該公司招牌的肥皂劇，劇中的故事發生於虛構的城鎮Carraigstown。TV3為愛爾蘭國內唯一的民間電視企業，總部同樣位於都柏林，該公司的電視節目多購自英美兩國以吸引更多的年輕觀眾。

## 都柏林的名人

### 作家、作曲家與哲學家
- 塞繆爾·貝克特 - 劇作家、小說家、詩人

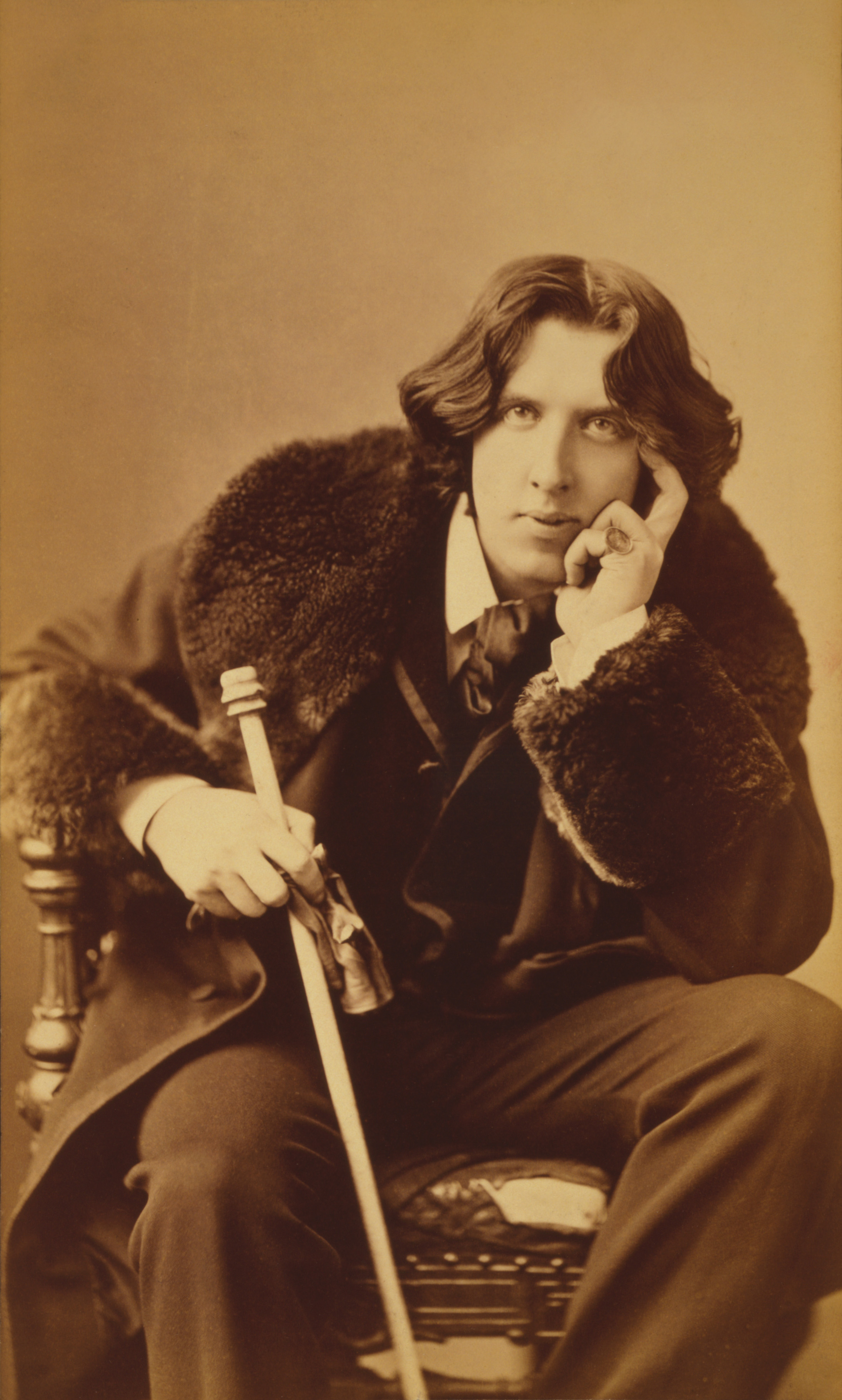
奧斯卡·王爾德

- Brendan Behan - 詩人、短篇小說家、劇作家
- 喬治·柏克萊 - 經驗主義哲學家
- Austin Clarke - 詩人、小說家、劇作家等等
- 約翰·菲爾德 - 鋼琴家、作曲家、寫出了最初的幾首夜曲
- 奥利弗·哥爾德斯密斯 - 作家
- 詹姆斯·喬伊斯 - 作家、詩人
- 肖恩·奥凱西 - 劇作家
- 蕭伯納 - 劇作家，其代表作是「賣花女」，改拍成著名電影和歌舞劇《窈窕淑女》
- 布莱姆·斯托克r - 小說家
- 約翰·米爾林頓·辛格- 劇作家
- 喬納森·斯威夫特 - 諷刺作家，代表作《格列佛游記》
- 奥斯卡·王爾德 - 劇作家、作家、詩人
- 威廉·巴特勒·葉芝 - 詩人、劇作家
- 艾歐因 寇佛 - 著名青少年科幻小說作家，其作品-阿特米斯法爾歷險記

### 藝人
- 柯林法洛- 演員
- 茜爾莎·羅倫- 演員
- 鮑勃·格爾多夫 - Boomtown R主唱
- Dónal Lunny - 音樂家
- Christy Moore - 歌手、作曲家
- 西尼德·奧康娜 - 歌手
- Westlife - 樂隊
- Danny O'Donoghue - The Script主唱、作詞家
- Mark Sheehan - The Script吉他手
- Glen Power - The Script鼓手

### 政治人物
- 伯蒂·埃亨—總理
- Garret FitzGerald—總理
- Charles Haughey—總理
- Sean Lemass—總理（1959年-1966年）
- 派屈克·皮爾斯—作家、復活節起義

領袖

### 运动员
- 康納·麥葛瑞格- 混合武术家

## 友好城市
都柏林拥有以下友好城市：
| 城市     | 國家           | 自   |
| -------- | -------------- | ---- |
| 圣荷西   | 美國           | 1986 |
| 利物浦   | 英國           | 1986 |
| 松江     | 日本           | 1989 |
| 巴塞罗那 | 西班牙         | 1998 |
| 北京     | 中華人民共和國 | 2011 |

都柏林也和里約熱內盧及瓜達拉哈拉
進行姐妹市會談。

## 延伸阅读
- Maurice Craig, The Architecture of Ireland from the Earliest Times to 1880 (Batsford, Paperback edition 1989) (ISBN 0-7134-2587-3)
- Frank McDonald, Saving the City: How to Halt the Destruction of Dublin (Tomar Publishing, 1989) (ISBN 1-871793-03-3) foreword by 鲍勃·格尔多夫
- Edward McParland, Public Architecture in Ireland 1680-1760 (Yale University Press, 2001) (ISBN 0300030641)
- Hanne Hem, Dubliners, An Anthropologist's Account, Oslo, 1994
- 都柏林, 都柏林历史文化和都柏林餐厅 www.都柏林餐廳.com , August, 2018